# Владимир Атъпов
Владимир Атъпов е български волейболист. Играе за Пирин Разлог.
През 2001 година играе за националния отбор на световното първенство в Аржентина.